# María Morales
María Morales (Córdoba, Andalucía, 1975) es una actriz española reconocida por papeles en series como Pelotas, Amar es para siempre y películas como Todas las mujeres, por la cual fue nominada a los Premios Goya 2014.

## Biografía
Se formó como actriz con el maestro Fernando Piernas, es licenciada en Arte Dramático por la ESAD y por el Laboratorio Teatral William Layton, ha estudiado cursos de canto y técnica vocal por la ESAD aparte de armonía y contralto en coro.

## Filmografía

### Televisión
- Yo soy Bea, como Juani (2006)
- Planta 25, personaje episódico (2007)
- El síndrome de Ulises, un episodio: Cuenta pendiente (2008)
- Guante blanco, un episodio: El Stradivarius, como Celia (2008)
- Días sin Luz, como Carmen. Miniserie (2009)
- Gran Reserva, personaje episódico (2009)
- Pelotas, como Pura (2009-2010)
- Entre todas las mujeres, como Marga (2010)
- Hoy quiero confesar, como Carla del Río (2011)
- Estudio 1, un episodio: Urtain (2011)
- La fuga, como Carmen (2011)
- El barco, personaje episódico (2012)
- Niños robados, como una funcionaria. Miniserie (2013)
- Amar es para siempre, como Prudencia "Pruden" Gimeno (2013-2014)
- Cuéntame cómo pasó, como Carmela (2015)
- Vis a vis, como la comisaria encargada del caso de Amaia Jiménez (2016)
- Pulsaciones (2017) en Antena 3 como Madre de Verónica Egea.
- Las chicas del cable (2018) en Netflix como Mujer de Damián.
- Criminal: España (2019) en Netflix como Luisa.
- La línea invisible (2020) en Movistar+, como Madre de Txabi.
- El Ministerio del Tiempo (2020) en La 1, como Clara Campoamor.
- Escenario 0 (2020) en HBO España.
- Valeria (2020-2021) en Netflix, como Virginia.
- La reina del pueblo (2021), en Atresplayer como María la Bruja.
- Honor (2023) en Atresplayer, como inspectora de policía Verónica.
- Serrines, madera de actor (2023), en Telecinco.
- La sombra de la tierra (2024), en Atresplayer como Atilana.

### Largometrajes
- Sé quien eres, reparto. Dir. Patricia Ferreira (2000)
- Cobardes, como la profesora de matemáticas. Dir. Juan Cruz y José Corbacho (2007)
- Gordos, como Leonor. Dir. Daniel Sánchez Arévalo (2008)
- Los amantes pasajeros, como Ángeles. Dir. Pedro Almodóvar (2012)
- Todas las mujeres, como Marga. Dir. Mariano Barroso (2013)
- Nacida para ganar, como Benita. Dir. Vicente Villanueva (2016)
- Donde caben dos, como Marta. Dir. Paco Morales (2021)
- La hija, como Silvia. Dir. Manuel Martín Cuenca (2021)

### Cortometrajes
- Soñando al fénix, como una cortesana. Dir. Fernando J. Múñez (2002)
- Pichis, como María Victoria. Dir. Marta Aledo (2009)
- Levedad, como la madre. Dir. Lucía del Río (2010)
- Koala, reparto. Dir. Daniel Remón (2012)
- Amén, reparto. Dir. Antonio Naharro (2016)

### Teatro
- Engranajes. Dir. Paco Vidal (2000)
- Lo que es la vida. Improvisadora. RNE-1. Programa Nieves Herrero (2001)
- Teatro a la carta. Improvisación musical y teatral (2001)
- Pam-Pidam. Actriz percusionista. Dir. Mayumaná (2002)
- La suerte de los Heredia (2003)
- Cabaret Valentín. Mujer orquesta (2004)
- ¡Qué ruina de familia!. Dir. Paco Piñero (2004)
- Coro Entredos. Contralto (2004-2006)
- Las poliposeídas (2005-2006)
- Manzana Golden. Musical. Cía. Stampidateatro (2006)
- A París me voy. Dir. Andrés Navarro (2006)
- Huevos rotos. Cía Stampidateatro (2007)
- Urtain. Dir. Andrés Lima. Cía Animalario (2008-2010)[1]
- Falstaff. Dir. Andrés Lima (2011)
- Los últimos días de Judas Iscariote. Dir. Adán Black (2010-2012)
- Dos Claveles. Dir. Chos. Micro teatro (2013-¿?)
- Como si Pasara un Tren. Dir. Adriana Roffi (2014-2015)
- Ensayo. Dir. Pascal Rambert (2017)
- Shock 1. El Cóndor y el Puma. Dir. Andrés Lima (2019-2021) Periodista, Miss Washington, Margaret Thatcher, Chicago Girl, Momia indignada, Hebe De Bonafini y Coro.
- Shock 2. La Tormenta y la Guerra. Dir. Andrés Lima (2020-2021) Laura Bush, Lynne Cheney, Yamila, Margaret Thatcher, Olga Rodríguez, Corista, Sargento J. P. K. y Coro.

## Premios y nominaciones
- Premio Unión de Actores a Mejor Actriz Secundaria de Teatro por Urtain.
- Nominada a los Premios Goya 2014 como mejor actriz revelación por Todas las mujeres.